# Amalgunda
Amalgunda – imię żeńskie, pochodzenia starogermańskiego, gdzie amal oznacza dzielna, a gund - "walka". 
Imię Amelia lub Amalia mogło powstać przez skrócenie tego imienia lub innych z pierwszym członem Amal-.